# Platyoides vao
Platyoides vao là một loài nhện trong họ Trochanteriidae. Loài này phân bố ở Madagascar.